# Erasure (album)
Erasure è il settimo eponimo album discografico in studio del gruppo musicale synthpop britannico Erasure, pubblicato nel 1995.

## Tracce
1. Intro: Guess I'm Into Feeling – 3:38
2. Rescue Me – 6:10
3. Sono Luminus – 7:51
4. Fingers & Thumbs (Cold Summer's Day) – 6:44
5. Rock Me Gently – 10:01
6. Grace – 5:54
7. Stay with Me – 6:43
8. Love The Way You Do So – 6:43
9. Angel – 5:32
10. I Love You – 6:29
11. A Long Goodbye – 5:34

## Formazione
- Andy Bell - voce
- Vince Clarke - chitarra, synth